# Архиепархия Сплит-Макарска
Архиепархия Сплит-Макарска (хорв. Splitsko-makarska nadbiskupija) — католическая архиепархия — митрополия латинского обряда в Хорватии. Одна из четырёх митрополий страны. Суффраганными епархиями по отношению к ней являются епархии Хвара, Шибеника, Дубровника и Котора (в соседней Черногории).

## История
Самая старая епархия Хорватии была основана в конце III веке в Салоне (близ нынешнего Сплита). Один из первых епископов Салоны — святой Домн (Дуэ) был замучен во время преследования христиан императором Диоклетианом. Ныне его имя носит кафедральный собор епархии в Сплите. Около 500 года епархия была повышена в статусе до архиепархии-митрополии. В X веке папа Лев VI даровал сплитскому архиепископу титул примаса Далмации, который входил в титулатуру сплитских епископов несколько столетий.
В 1828 году Сплитская епархия была объединена с епархией Макарски и включена в архиепархию Зары (Задара). 27 июля 1969 года вновь был восстановлен статус архиепархии-митрополии.

## Современное состояние
Под данным на 2014 год в архиепархии Сплит-Макарска насчитывалось 441 036 католиков (96,7 % населения), 350 священников и 187 приходов.
Кафедральным собором епархии является собор святого Дуэ в Сплите. Второй кафедральный собор епархии — собор святого апостола Петра находится также в Сплите. В разные периоды существования епархии кафедральными соборами также служили собор святого Иакова в Шибенике, собор святого Ловро в Трогире и собор святого Марка в Макарске.
В настоящее время архиепархию возглавляет архиепископ митрополит Марин Баришич (хорв. Marin Barišić).

## Ординарии
- Маркус Цалогера (Marcus Calogera) † (29 октября 1866 — 1888, до смерти);
- Филиппо Франческо Накич (Filippo Francesco Nakic) † (30 декабря 1889 — 1910, до смерти);
- Антонио Гьивойц (Antonio Gjivojc) † (11 июля 1911 — 27 февраля 1917, до смерти);
- Джорджио Карич (Giorgio Caric) † (8 июня 1918 — 17 мая 1921, до смерти);
- Квирино Клементо Бонефачич (Quirino Clemente Bonefacic) † (6 июня 1923 — 9 мая 1954 — переведён на другой пост);
- Фране Франич (Frane Franić) † (24 декабря 1960 — 10 сентября 1988, в отставке);
- Анте Юрич (Ante Jurić) † (10 сентября 1988 — 21 июня 2000, в отставке);
- Марин Баришич (Marin Barišić) (21 июня 2000 — 13 мая 2022 в отставке);
- Дражен Кутлеша (Dražen Kutleša) (13 мая 2022 — 14 февраля 2023 — назначен коадъютором-архиепископом Загреба);
  - апостольский администратор Желимир Пулич (14 февраля — 8 сентября 2023);
- Зденко Крижич (Zdenko Križić) (8 сентября 2023 — по настоящее время).